# L'ultimo papa re
L'ultimo Papa Re è una miniserie televisiva in due puntate, diretta da Luca Manfredi, con protagonista Gigi Proietti.
La prima puntata è stata trasmessa lunedì 8 aprile e la seconda martedì 9 aprile 2013 da Rai Uno.
La fiction è liberamente ispirata al film In nome del Papa Re (1977) di Luigi Magni e al libro I misteri del processo Monti e Tognetti (1869) di Gaetano Sanvittore.
In merito al personaggio di Cesare Costa, si ripete la discrepanza cronologica del film di Magni, in quanto il suo concepimento sarebbe avvenuto nel 1849, mentre nel 1867 egli ha vent'anni.

## Trama

### Prima puntata
I patrioti animati dallo spirito garibaldino si preparano a sferrare il loro attacco contro il potere papale. Siamo a Roma, è il 1867, e il cardinale Colombo, capo della polizia papale, cerca di arginare ciò che in realtà pare inevitabile. In particolare, tre giovani (Cesare Costa, Giuseppe Monti e Gaetano Tognetti) si offrono volontari per compiere un attentato dinamitardo contro la caserma degli zuavi pontifici. I tre amici, dopo essersi promessi aiuto reciproco e di non tradirsi mai, fanno saltare in aria la caserma, uccidendo 25 zuavi del Papa un passante e la sua piccola figlioletta (la madre della bimba sebbene ferita si salvò). 
Mentre Colombo con i suoi collaboratori indaga per scoprire i colpevoli di questo attentato, il ‘Papa Nero’ Beckx, capo dei Gesuiti col quale non corre buon sangue, scopre dove si trovano i sovversivi, facendoli attaccare dai soldati. Gli zuavi irrompono quindi nel lanificio Ajani, sede dei cospiratori, dove si trovavano una quarantina di persone armate, dopo un conflitto a fuoco (del quale restano ancora i segni sull'edificio). Alcuni congiurati riuscirono a fuggire, mentre altri furono catturati. Sotto il fuoco rimasero uccise 9 persone, tra cui Giuditta Tavani Arquati, incinta del quarto figlio, il marito e il loro giovane figlio. Il cardinal Colombo, arrivato subito dopo, ne rimane sconvolto e capisce che è stato Beckx ad ordinare l'attacco. Decide di affrontarlo, ma il papa nero nega. Intanto si scopre che Cesare Costa e Gaetano Tognetti, coetanei e grandi amici, sono innamorati della stessa donna, Teresa Ferri, che però, pur stando con Gaetano, ama Cesare. I due ragazzi finiscono col diventare amanti all'insaputa dell'altro. Si scopre anche che Cesare, cresciuto con la famiglia di Gaetano, è in realtà il figlio illegittimo della contessa Flaminia Ricci e che la donna lo ha avuto nientepopodimeno che dal cardinale Colombo, ignaro di tutto.
Quando la polizia pontificia sembra vicinissima a individuare i tre responsabili della strage degli zuavi, è proprio la contessa Ricci (che tra le altre cose vuole far annullare il suo matrimonio col conte) a cercare di aiutarli, organizzando la loro fuga. L'uomo che però viene pagato dalla contessa per farli scappare, l'oste Giano, li tradisce subito, raccontando ogni cosa al conte Ottavio Ricci, che crede Cesare l'amante di sua moglie. Colombo, grazie alla soffiata del conte, riesce quindi a far arrestare i tre sovversivi poco prima della loro fuga. Dopo il primo interrogatorio dei tre, Colombo torna a casa, dove riceve a tarda notte la visita della contessa Flaminia, che ha per lui una notizia sconvolgente: uno dei tre arrestati è figlio loro, nato dalla loro relazione clandestina di vent'anni prima. Colombo a questo punto si trova di fronte a una decisione difficilissima. Salvarli tutti e tre, dal momento che non sa quale sia suo figlio, non salvarne nessuno o scoprire chi è suo figlio. Alla fine opta per la terza ipotesi, e quando torna in carcere scopre in breve che suo figlio è Cesare. Il cardinale decide quindi di intervenire, corrompendo don Marino, il sovrintendente del carcere papale per far fuggire il ragazzo. Cesare, però, non intende andar via e abbandonare i suoi, ma non può negoziare la cosa. Colombo ha infatti dato ordine di portarlo fuori e fargli passare il confine con l'aiuto della contessa.
Prima di uscire dalla galera, però, Cesare prende coraggio e confessa all'amico Gaetano che lui e Teresa si sono innamorati, ricevendone in cambio tante botte. Durante la fuga Cesare si ribella, e la contessa sua madre è obbligata a portarlo a casa del cardinale, perché ci pensi lui a nasconderlo. Colombo decide quindi di tenerlo sotto chiave in cantina, fino a quando non avrà un'idea migliore. Intanto la madre di Gaetano e la moglie di Giuseppe, scoperta la fuga di Cesare, se la prendono con il cardinale che ha salvato dalla ghigliottina solo suo figlio e non i loro congiunti, facendolo sentire in colpa. Teresa, invece, avvicina il cardinale e gli chiede di poter incontrare il ragazzo che ama. Colombo, intenerito, la porta a casa sua, e nella cantina i due ragazzi passano insieme momenti di passione. Però Cesare comunica anche alla ragazza che intende portare avanti il suo piano di far fuggire dal carcere i suoi due amici.
Una sera, quindi, in assenza del cardinale (che non ha rivelato a Cesare di essere suo padre) il ragazzo riesce ad avere la meglio su Serafino, il perpetuo di Colombo, e fugge dalla cantina, pronto a fare irruzione nel carcere, insieme ad un amico ed entrambi vestiti da frate. Il tentativo di evasione però fallisce e mentre i suoi compagni sono costretti a rimanere in cella, bloccati dalle guardie, Cesare riesce a fuggire insieme a Teresa, che viene però ferita dal fucile di una guardia alla spalla. Mentre i due ragazzi fuggono, Colombo, resosi conto delle idee pericolose del figlio, va loro incontro in carrozza. Cesare affida al cardinale Teresa, perché si prenda cura di lei, mentre lui fugge a piedi deciso a raggiungere Garibaldi e unirsi alle sue truppe in marcia su Roma. La giovane confida quindi a Colombo di aspettare un figlio dal fidanzato.

### Seconda puntata
Mentre Cesare ha raggiunto i garibaldini, unendosi a loro, Colombo cerca conforto dall'amico cardinal Baldoni, al quale confessa non solo di avere un figlio, ma di averlo tirato anche fuori di galera, visto che è uno degli attentatori della caserma degli zuavi. Il cardinale si sente poi in colpa per non aver fatto nulla per salvare anche gli altri due ragazzi, che ora rischiano la morte per decapitazione, se verranno condannati. Il Papa Nero intanto sta tramando contro Colombo e contro Cesare, per far sì che il secondo venga condannato insieme a Giuseppe e Gaetano e che il primo non possa far nulla per salvare suo figlio dalla morte. Per riuscirci, permette alla madre di Gaetano e alla moglie di Giuseppe di parlare coi loro cari per convincerli non solo ad ammettere le loro colpe, ma anche ad accusare l'amico fuggito dal carcere. I due ragazzi si rifiutano, ma il Papa Nero e don Marino, appostati dietro il muro, sentono tutto e hanno la conferma che cercavano. Cesare riesce a far arrivare una lettera a Teresa, facendole sapere dove si trova, così la ragazza può raggiungerlo, trascorrere attimi felici con lui e soprattutto rivelargli che sono in attesa di un bambino.
Inizia il processo contro i due rivoltosi e Colombo, nonostante la febbre a 40, decide di partecipare e di difendere apertamente i due ragazzi, rivendicando le loro funzioni di uomini di Chiesa, che dovrebbero anche saper perdonare. La sua arringa sortisce qualche effetto, perché oltre a lui altri 4 cardinali votano contro la pena di morte. Manca solo un voto per raggiungere la parità coi colpevolisti, quello del cardinal Baldoni, ma l'uomo viene colto da infarto e muore in aula prima di esprimere il suo voto. Come sostituto del cardinale deceduto viene nominato don Marino, che pur di diventare cardinale ha stretto un patto scellerato con il Papa Nero.
Monti e Tognetti vengono quindi condannati a morte dal tribunale ecclesiastico, la loro unica possibilità di salvezza consiste nella grazia che Pio IX può o no concedere. Il Papa Nero, che non intende veder venire meno il suo potere per colpa di Colombo, lo fa convocare e lo mette davanti a una terribile scelta: se vuole salvare la vita di Cesare, che lui sa essere suo figlio, dovrà convincere il Papa a non firmare la grazia ai due patrioti. Colombo però non si lascia comprare e anzi cerca di convincere il pontefice a firmare per salvare la vita dei due ragazzi. E ci riesce. Beckx però non intende rinunciare ai suoi piani e subito dopo convince il Papa a non firmare. Cesare intanto è tornato a Roma, dopo la sconfitta delle truppe garibaldine a Mentana, e fa visita proprio al cardinale insieme a Teresa, e da lui ottiene un'arma per difendersi. Poi il ragazzo raggiunge sua madre, la contessa Flaminia Ricci, per avere un po' di denaro con cui acquistare armi per la causa. La condanna a morte di Giuseppe e Gaetano sta per essere eseguita, e Colombo decide di passare con loro la notte per portare il suo sostegno. La mattina seguente i due ragazzi vengono giustiziati, alla presenza dei familiari, del cardinale, ma anche di Cesare, nascosto tra la folla.
Il Papa Nero è riuscito nella sua impresa, anche se non è soddisfatto: vuole infatti far morire anche il figlio di Colombo, solo così la sua vendetta sarà completa. Beckx riesce nel suo piano, portando il conte Ricci sulle tracce del giovane, facendogli credere che sia l'amante della moglie. Il conte spara contro Cesare, in presenza della madre, ferendolo gravemente. La contessa reagisce, usando la pistola del figlio per uccidere il marito. Cesare è gravissimo e viene condotto a casa del padre, dove il medico non può fare nulla per salvarlo. Cesare muore tra le braccia dei genitori e di Teresa, senza neanche sapere che Colombo era suo padre.
Mentre la contessa Flaminia decide di lasciare Roma e trasferirsi da una cugina a Firenze, Colombo scrive al Papa dimettendosi da tutte le sue cariche. Il papa nero, che non sperava altro, fa il resto, esiliandolo in una piccolissima parrocchia ai confini dello Stato Pontificio. Prima di andarsene, il cardinale lascia tutti i suoi risparmi a Teresa, perché abbia di che mantenere suo figlio e perché aiuti la madre di Gaetano e la moglie e i bambini di Giuseppe. Il 20 settembre del 1870, quando Serafino, rimasto al fianco di Colombo, lo informa che Roma è stata conquistata dai soldati italiani che hanno fatto breccia a Porta Pia. Il cardinale, ormai anziano e ammalato, raggiunge con il suo fido servitore la città, assistendo ai festeggiamenti e scorgendo anche Teresa col suo bambino, che è poi suo nipote. Colombo, ora finalmente sereno, muore tra le braccia di Serafino, dopo aver ‘visto’ Cesare.

## Distribuzione
| Puntata | Data          | Telespettatori | Share  |
| ------- | ------------- | -------------- | ------ |
| 1       | 8 aprile 2013 | 6 101 000      | 20,37% |
| 2       | 9 aprile 2013 | 6 407 000      | 22,24% |

## Curiosità
- Il presidente del tribunale è interpretato da Camillo Milli, il quale aveva un ruolo anche nel film di Magni, nel ruolo di don Marino.
- Nella scena in cui allestiscono il patibolo per l'esecuzione di Monti e di Tognetti, il cardinale Colombo fa notare a Serafino che sullo stesso vi è mastro Titta, che è già giunto alla pensione e ha eseguito in tutto 516 esecuzioni, 216 dopo quella di Rugantino, nell'omonimo musical infatti la sua esecuzione è la trecentesima.
- Lo stesso mastro Titta nel parlare con l'esecutore della condanna, riprende la sua battuta, nello spettacolo musicale, più celebre: Vai deciso, na' botta e via!